# Marcellovo divadlo
Marcellovo divadlo (latinsky: Theatrum Marcelli, italsky: Teatro di Marcello) bylo divadlo v Římě postavené na Martově poli v éře přechodu od Římské republiky k císařství, v roce 13 př. n. l. O rok později ho slavnostně otevřel císař Augustus a pojmenoval ho po svém synovci Marcu Claudiovi Marcellovi, který zemřel v roce 23 př. n. l. (nesmí být zaměňován se stejnojmenným vojevůdcem 3. století př. n. l.). O stavbě divadla rozhodl ještě Julius Caesar, ale nedožil se zahájení výstavby. Katalog sestavený na konci 4. století zaznamenal, že kapacita divadla byla 17 580 osob. Nejvyšší odhady hovoří o 40 000. To by z něj činilo největší divadlo v Římě. Bylo postaveno převážně z tufu a betonu a opláštěno bílým travertinem. Byla to také nejstarší stavba v Římě, která používala pálené římské cihly. Významnou rekonstrukci inicioval Vespasianus. Divadlo přestalo být využíváno na počátku 4. století a stavba sloužila jako zdroj stavebního materiálu například pro most Pons Cestius v roce 370. V raném středověku bylo divadlo využíváno jako pevnost římského rodu Faffo. Na konci 11. století byla užívána Pierem Leonim a později jeho dědici. To zachránilo komplex před úplnou destrukcí. Ve 13. století jej drželi Savelliové. V 16. století byla na troskách antického divadla postavena rezidence Orsiniů, kterou navrhl Baldassare Peruzzi. V současnosti v paláci sídlí velvyslanectví Řádu maltézských rytířů při Svatém stolci.